# Erich Engel
Erich Engel, född 14 februari 1891 i Hamburg, Kejsardömet Tyskland, död 10 maj 1966 i Berlin, var en tysk regissör inom teater och film. Han var far till regissören Thomas Engel.
Efter skolgång och en kort sejour som kaffegrossist tog han med start 1909 lektioner i skådespeleri hos Leopold Jessner. Från 1912 var han turnerande skådespelare, men blev inkallad till militärtjänstgöring vid första världskrigets utbrott 1914. Han fick dock frisedel av hälsoskäl, och mot slutet av kriget var han engagerad som teaterregissör i Hamburg.
Han regisserar uppsättningar av pjäsförfattare som Ernst Toller, Georg Kaiser och Frank Wedekind. Under 1920-talet arbetade Engel i München där han gör uppsättningar av Bertolt Brecht. 1923 debuterade han som filmregissör, men efter ytterligare en film 1924 återvände han till teaterregin och samarbetet med Brecht. Vid ljudfilmens genombrott 1930 dras Engel åter till filmen, vilken under 1930-talet blir hans huvudsyssla. I filmen Flickan från Luna Park samarbetade han för första gången med skådespelaren Jenny Jugo. Jugo skulle under de kommande åren bli Engels favoritaktör och de gjorde totalt 11 filmer tillsammans.
Efter nationalsocialisternas maktövertagande i Tyskland 1933 avskedades Engel från UFA på grund av sina politiska vänstersympatier. Han kunde dock fortsätta regissera filmer för mindre filmbolag, och komedin blev nu hans föredragna genre. Han regisserade dock den dramatiska och politiskt kommenterande österrikiska filmen Den maskerade hertigen 1935. Hans filmer med Jenny Jugo kännetecknas av karaktärernas utpräglade individualism, vilket gick på tvärs med nationalsocialisternas kollektiva åskådningar. 1938 stod han för regin till den första filmversionen av Heinrich Spoerls politiska satir Der Maulkorb. 
Engel kunde inte helt undgå att anpassa sig efter det politiska klimatet. Den på ytan sett harmlösa komedifilmen Gammalt hjärta blir åter ungt från 1943 visar till exempel upp en idealbild av nationalsocialisternas syn på familjelivet och familjebildning.
Efter andra världskrigets slut blir Engel konstnärlig ledare vid Münchner Kammerspiele. 1947 arbetar han i Berlin vid Deutsches Theater. 1948 börjar Engel arbeta för det östtyska filmbolaget DEFA. Hans första film för bolaget kom att bli en av hans viktigaste, Farligt vittne, som behandlar tysk antisemitism genom att berätta om ett verkligt rättsfall. Under 1950-talet började Engel istället arbeta i Västtyskland. Han arbetade snart i Östtyskland igen, men hade bostad i Västberlin. Fram till 1958 stod han för regin till filmer i olika genrer.

## Filmregi, urval
- 1931 – Flickan från Luna Park
- 1932 – Bröderna Karamazov
- 1935 – Blomsterflickan
- 1935 – Den maskerade hertigen
- 1936 – Kring drottningen
- 1938 – Der Maulkorb
- 1939 – Ett hopplöst fall
- 1940 – En lektion i kärlek
- 1940 – Isabel och kärleken
- 1940 – Nanette
- 1943 – Gammalt hjärta blir åter ungt
- 1948 – Farligt vittne